# Ronde van Frankrijk 2024/Zestiende etappe
De zestiende etappe van de Ronde van Frankrijk 2024 was een vlakke rit met een lengte van 188,6 kilometer. De etappe werd verreden op 16 juli met start in Gruissan en eindigde in Nîmes.

## Parcours
Na de tweede rustdag volgde op papier de laatste kans in deze Ronde van 2024 voor de sprinters. Er waren amper 600 hoogtemeters. Halverwege kwamen de renners over de Côte de Fambetou (1,2 kilometer à 5%), de lastigste helling van de dag. De waaiers waren het enige wat een massasprint kon verpesten.

## Verloop
Na de tussensprint op ongeveer 90 kilometer van de streep ging de Fransman Thomas Gachignard in de aanval. Dat was de enige noemenswaardige vermelding in een snikhete etappe waar de renners het langzaamaan deden. In de finale zorgden de talrijke rotondes voor een valpartij waarbij Biniam Girmay het voornaamste slachtoffer was.
Vooraan hield het team van Alpecin-Deceuninck het tempo hoog, met eerst Robbe Ghys en daarna lanceerde Mathieu van der Poel Jasper Philipsen die de spurt won met meer dan een fietslengte. De Duitser Phil Bauhaus werd tweede gevolgd door de Noor Alexander Kristoff. Girmay die door zijn val geen punten pakte voor de groene trui zag Philipsen naderen tot op 32 punten. 
| Gruissan – Nîmes (188,6 km) |                    |                            |          |
| Plaats                      | Naam               | Ploeg                      | Tijd     |
| 1                           | Jasper Philipsen   | Alpecin-Deceuninck         | 4u11'27" |
| 2                           | Phil Bauhaus       | Bahrain-Victorious         | z.t.     |
| 3                           | Alexander Kristoff | Uno-X Mobility             | z.t.     |
| 4                           | Sam Bennett        | Decathlon AG2R La Mondiale | z.t.     |
| 5                           | Wout Van Aert      | Team Visma-Lease a Bike    | z.t.     |
| 6                           | Pascal Ackermann   | Israel-Premier Tech        | z.t.     |
| 7                           | Bryan Coquard      | Cofidis                    | z.t.     |
| 8                           | Søren Wærenskjold  | Uno-X Mobility             | z.t.     |
| 9                           | Ryan Gibbons       | Lidl-Trek                  | z.t.     |
| 10                          | Danny van Poppel   | BORA-hansgrohe             | z.t.     |

 –  Thomas Gachignard was de strijdlustigste renner van de zestiende etappe.

## Klassementen

### Algemeen klassement
| Algemeen klassement (gele trui) |                   |                         |           |
| Plaats                          | Naam              | Ploeg                   | Tijd      |
| Gele trui                       | Tadej Pogačar     | UAE Team Emirates       | 66u07'51" |
| 2                               | Jonas Vingegaard  | Team Visma-Lease a Bike | + 3'09"   |
| 3                               | Remco Evenepoel   | Soudal Quick-Step       | + 5'19"   |
| 4                               | João Almeida      | UAE Team Emirates       | + 10'54"  |
| 5                               | Mikel Landa       | Soudal Quick-Step       | + 11'21"  |
| 6                               | Carlos Rodríguez  | INEOS Grenadiers        | + 11'27"  |
| 7                               | Adam Yates        | UAE Team Emirates       | + 13'38"  |
| 8                               | Giulio Ciccone    | Lidl-Trek               | + 15'48"  |
| 9                               | Derek Gee         | Israel-Premier Tech     | + 16'12"  |
| 10                              | Santiago Buitrago | Bahrain-Victorious      | + 16'32"  |

### Puntenklassement
| Puntenklassement (groene trui) |                  |                    |        |
| Plaats                         | Naam             | Ploeg              | Punten |
| Groene trui                    | Biniam Girmay    | Intermarché-Wanty  | 376    |
| 2                              | Jasper Philipsen | Alpecin-Deceuninck | 344    |
| 3                              | Bryan Coquard    | Cofidis            | 179    |
| 4                              | Anthony Turgis   | TotalEnergies      | 156    |
| 5                              | Arnaud De Lie    | Lotto Dstny        | 153    |

### Bergklassement
| Bergklassement (bolletjestrui) |                  |                         |        |
| Plaats                         | Naam             | Ploeg                   | Punten |
| Bolletjestrui                  | Tadej Pogačar    | UAE Team Emirates       | 77     |
| 2                              | Jonas Vingegaard | Team Visma-Lease a Bike | 58     |
| 3                              | Remco Evenepoel  | Soudal Quick-Step       | 42     |
| 4                              | Jonas Abrahamsen | Uno-X Mobility          | 36     |
| 5                              | Oier Lazkano     | Movistar Team           | 35     |

### Jongerenklassement
| Jongerenklassement (witte trui) |                   |                         |           |
| Plaats                          | Naam              | Ploeg                   | Tijd      |
| Witte trui                      | Remco Evenepoel   | Soudal Quick-Step       | 66u13'10" |
| 2                               | Carlos Rodríguez  | INEOS Grenadiers        | + 6'08"   |
| 3                               | Santiago Buitrago | Bahrain Victorious      | + 11'13"  |
| 4                               | Matteo Jorgenson  | Team Visma-Lease a Bike | + 14'56"  |
| 5                               | Ben Healy         | EF Education-EasyPost   | + 24'07"  |

### Ploegenklassement
| Ploegenklassement |                         |            |
| Plaats            | Ploeg                   | Tijd       |
|                   | UAE Team Emirates       | 198u46'21" |
| 2                 | Team Visma-Lease a Bike | + 55'03"   |
| 3                 | Soudal Quick-Step       | + 58'59"   |
| 4                 | INEOS Grenadiers        | + 1u19'19" |
| 5                 | Lidl-Trek               | + 2u04'45" |

## Uitvallers
- Maxim Van Gils (Lotto Dstny): Niet gestart door covid.
- Chris Harper (Team Jayco AlUla): Niet gestart door ziekte.

1e etappe ·
2e etappe ·
3e etappe ·
4e etappe ·
5e etappe ·
6e etappe ·
7e etappe ·
8e etappe ·
9e etappe ·
10e etappe ·
11e etappe ·
12e etappe ·
13e etappe ·
14e etappe ·
15e etappe ·
16e etappe ·
17e etappe ·
18e etappe ·
19e etappe ·
20e etappe ·
21e etappe
Startlijst · Eindstanden · Afbeeldingen